# 月に降る雨
月に降る雨（つきにふるあめ）は、日本の音楽グループであるTHE BOOMが1999年4月28日に発表した20枚目のシングル。

## 解説
前作「中央線」から3年ぶりに活動復帰。東芝EMI移籍第一弾シングル。5月12日発売・移籍第一弾アルバム『No Control』に先駆け発売。岩下清香がゲスト・ヴォーカルとして参加。

## 収録曲
全曲作詞・作曲：宮沢和史
1. 月に降る雨
2. 不自由な運命の中で